# ینچنگکی ویلکیه
ینچنگکی ویلکیه (به لاتین: Jęczniki Wielkie) یک روستا در لهستان است که در گمینا چووخوو واقع شده‌است. ینچنگکی ویلکیه ۲۷۵ نفر جمعیت دارد.